# René Descartes
René Descartes, łac. Renatus Cartesius, po polsku Kartezjusz (ur. 31 marca 1596 w La Haye en Touraine, zm. 11 lutego 1650 w Sztokholmie) – francuski uczony: matematyk, fizyk i filozof, jeden z najwybitniejszych intelektualistów XVII wieku, uznawany również za ojca filozofii nowożytnej.
Jako matematyk zajmował się głównie geometrią i algebrą, dając początek geometrii analitycznej. W fizyce zasłużył się głównie mechanice klasycznej i optyce. Poczynił obserwacje na temat mechaniki, zapowiadające pierwszą zasadę dynamiki Newtona; odkrył niezależnie prawo załamania światła i wyjaśnił rozpiętość tęczy. Jego model świata zawierał wiele błędów – odrzucał m.in. atomy, próżnię i ograniczoną prędkość światła, postulując też dość niejasną naturę tego zjawiska i błędny, wydłużony kształt Ziemi. Kartezjanizm był pomostem między starożytno-scholastyczną fizyką Arystotelesa a nowożytną fizyką Newtona. 
Jako filozof zajmował się głównie teorią poznania, filozofią umysłu i filozofią religii. Otworzył poczet XVII-wiecznych racjonalistów – jego doktryna była punktem wyjścia dla późniejszych systemów jak te Spinozy czy Leibniza. Jest uważany za jednego z ojców mechanicyzmu. 

## Życiorys

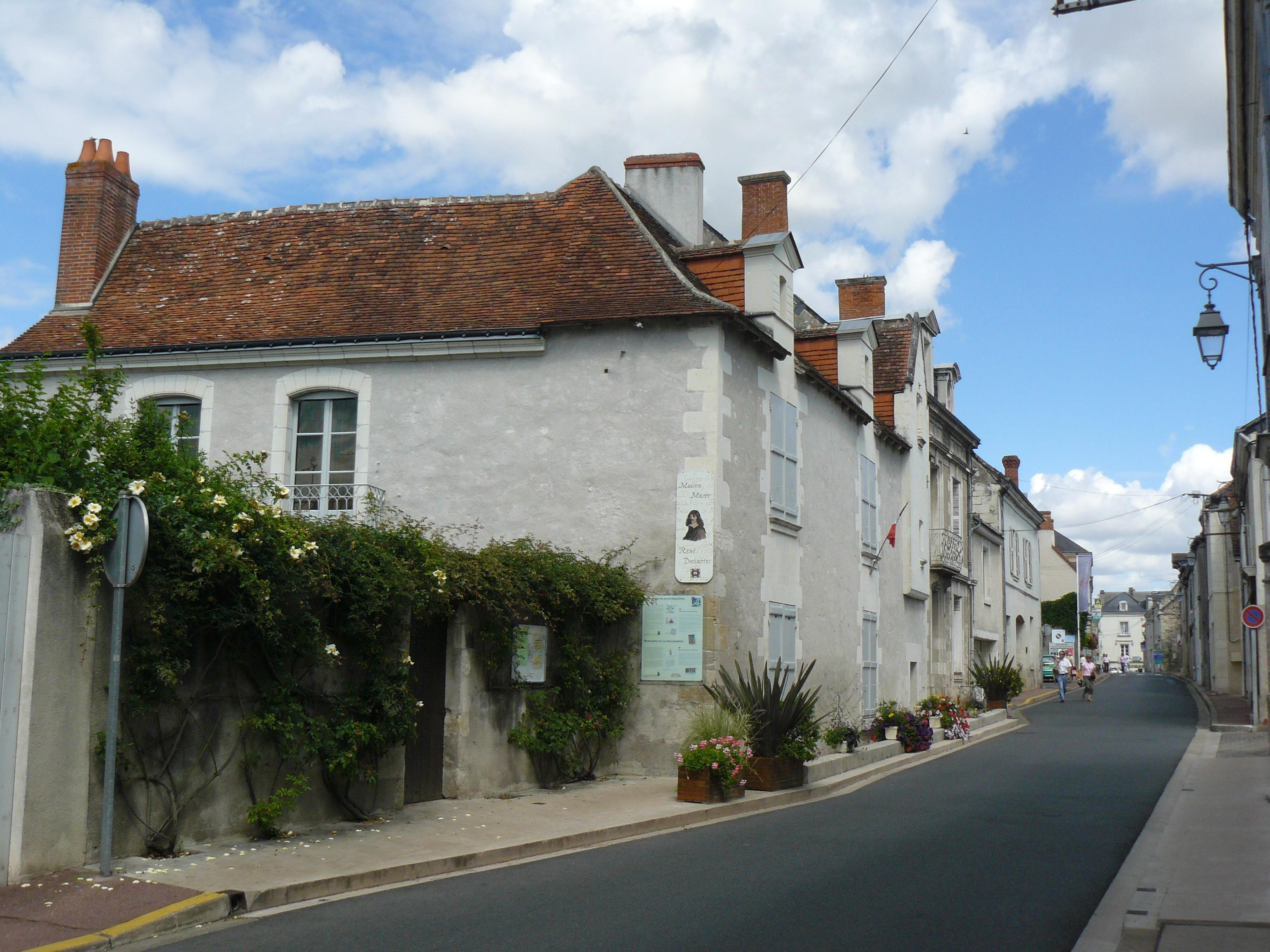
Dom, w którym urodził się Kartezjusz (La Haye-en-Touraine)

René Descartes urodził się 31 marca 1596 w La Haye en Touraine, której to miejscowości w 1967 nadano na jego cześć nazwę Descartes. Pochodził ze starego szlacheckiego rodu. Był synem Joachima – prawnika i urzędnika miejskiego – oraz Jeanne z d. Brochard. René był już drugim męskim potomkiem w rodzinie, która była jak na owe czasy oświecona. Jej członkowie brali czynny udział w życiu kulturalnym kraju. Jeden z jego przodków, Piotr Descartes, był doktorem medycyny. Teść, Jan Ferrand, był lekarzem, doświadczonym chirurgiem i znawcą chorób nerek. Matka filozofa, Joanna Brochard, pochodziła w linii matki z rodziny Sauzaj, której członkowie pełnili funkcję kustoszy królewskiej biblioteki uniwersyteckiej w Poitiers. Ojciec Kartezjusza ożenił się powtórnie w 1600 roku i z nowego związku miał jeszcze dwójkę dzieci. René wraz z dwójką starszego rodzeństwa o imionach Pierre i Jeanne spędził dzieciństwo w domu babki ze strony matki. O tych wczesnych latach życia Descartes’a nie zachowały się prawie żadne wiadomości; również sam Descartes, z wyjątkiem jednego czy dwóch wypadków, nigdy nic nie opowiadał o latach swego dzieciństwa.
Około 1607 Kartezjusz rozpoczął naukę w kolegium prowadzonym przez jezuitów w La Flèche (Collège Henri IV), gdzie od 1604 uczył się już jego brat Pierre. W kolegium przebywał prawdopodobnie do 1615. Później naukę kontynuował w Paryżu i w 1616 uzyskał stopień z prawa cywilnego i kanonicznego na Uniwersytecie w Poitiers.
W wieku 21 lat zaciągnął się do sprzymierzonej z Francją armii holenderskiej. Poznał tam Isaaca Beeckmana, który przedstawił mu wiele nowych teorii matematycznych. Z wdzięczności Kartezjusz napisał dla niego traktat muzyczny Compendium musicae, opublikowany dopiero w 1650. W 1621 porzucił służbę wojskową i powrócił do Paryża, gdzie skierował swe zainteresowania ku naukom matematycznym i fizycznym. Rozpoczął również prace nad traktatem poświęconym metodologii nauk.
Od 1628 do 1649 przez większość czasu mieszkał w Holandii, przedkładając Amsterdam nad Paryż czy francuską wieś. Francję odwiedził trzykrotnie (1644, 1647, 1648). W 1648 w uznaniu jego prac król Francji przyznał mu pensję. W tym okresie oprócz problematyki fizycznej (głównie optyka, mechanika), matematycznej i metodologicznej zaczął pisać również na tematy biologiczne i metafizyczne. Kartezjusz nigdy się nie ożenił. W 1635 ze związku ze służącą Helene Jans urodziła się córka Kartezjusza – Francine, która zmarła w 1640.
Kartezjusz należał do rzeczypospolitej uczonych i przez cały okres pracy twórczej utrzymywał obszerną korespondencję z licznymi uczonymi w całej Europie (m.in. z Christiaanem Huygensem, Marinem Mersennem, Elżbietą księżniczką czeską, Henricusem Regiusem). Jego listy, często istotne dla rekonstrukcji jego idei, zostały pośmiertnie wydane.
Pewien wpływ na jego prace miały spory światopoglądowe. Pod wpływem potępienia Galileusza w 1633 porzucił plany opublikowania dzieła Świat albo Traktat o świetle (ukazało się dopiero po jego śmierci). W 1643 Uniwersytet w Utrechcie potępił tezy Kartezjusza, zakazując ich nauczania.
W 1649 filozof przyjął zaproszenie szwedzkiej królowej Krystyny do Sztokholmu, która chciała pod jego kierunkiem studiować filozofię i skorzystać z jego rad przy organizowaniu szwedzkiej akademii nauk. By zachować trzeźwość i czystość umysłu, królowa wyznaczyła mu godzinę swoich korepetycji na piątą rano. Filozof przeziębił się, w wyniku czego rozwinęło się zapalenie płuc. Kartezjusz odmawiał początkowo leczenia, zgadzając się na pomoc dopiero po kilku dniach. Zmarł 11 lutego 1650.

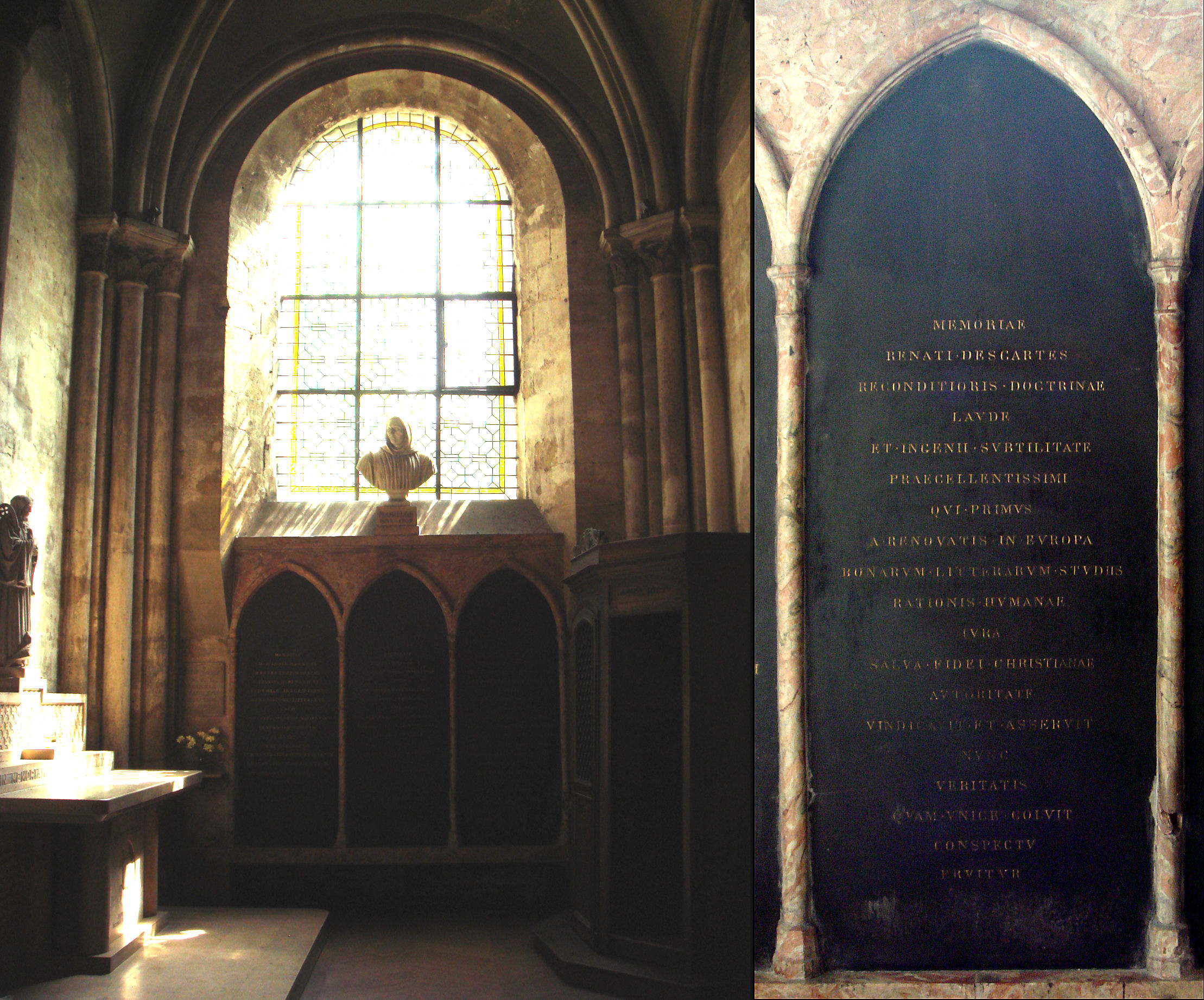
Nagrobek Kartezjusza w opactwie Saint-Germain-des-Prés

Pochowano go w Sztokholmie. W 1667 ciało ekshumowano i pochowano w paryskim opactwie Saint-Germain-des-Prés. W 1817 roku szczątki przeniesiono do osobnej kaplicy opactwa. Czaszka Kartezjusza znajduje się w Muzeum Człowieka (nie jest eksponowana).

## Filozofia

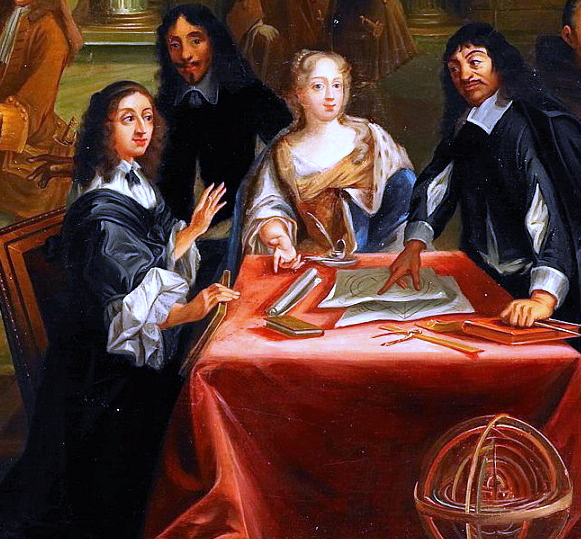
Dysputa królowej Krystyny i Kartezjusza (detal z kopii dzieła Pierre’a Louisa Dumesnila)

### Powstanie filozofii nowożytnej
Kartezjusz nazywany jest często ojcem filozofii nowożytnej. Jego działalność wydatnie przyczyniła się do porzucenia dawnych metod filozofowania, zarówno charakterystycznych dla filozofii średniowiecznej, jak i renesansowego platonizmu. Przejście to określa się czasem zmiany paradygmatu filozofii, z paradygmatu ontologicznego na mentalistyczny.
O ile filozofia nastawiona ontologicznie zajmowała się przedmiotem i jego istnieniem, o tyle filozofia mentalistyczna postawiła pod znakiem zapytania możliwość prawdziwego poznania. Filozofia ta wskazywała, że zanim będziemy mogli powiedzieć, jaki jest byt, należy najpierw określić, czy prawdziwe poznanie jest możliwe i jakie są jego warunki. Zasadniczym jej pytaniem było „co można poznać?”, „co można wiedzieć?”. Dlatego też zamiast ontologii w paradygmacie mentalistycznym zaczęto uprzywilejowywać epistemologię. Rozwinęła się filozofia umysłu badająca procesy myślowe i stany świadomości. Metodyczne wątpienie było nie tylko punktem wyjścia, ale i jedną z podstawowych metod testowania prawdziwości sądów. Kartezjusz, a za nim inni filozofowie, dążył wpierw do rozstrzygnięcia zasadniczych kwestii epistemologicznych (jakiego rodzaju wiedza jest wiedzą pewną), a dopiero w dalszej kolejności do stawiania tez ontologicznych.
We wczesnej nowożytności doszło do wyodrębnienia się z filozofii nauk ścisłych i przyrodniczych, dotychczas uprawianych w ramach filozofii przyrody. Mimo to filozofia i przyrodoznawstwo nadal się inspirowały, a wielu ówczesnych filozofów było jednocześnie wybitnymi naukowcami. Sam Kartezjusz – oprócz filozofii – zajmował się też matematyką, badaniami z zakresu fizyki i optyki, meteorologii i fizjologii. Uważał, że jego odkrycia naukowe są ściśle związane z jego rozważaniami na tematy metafizyczne, epistemologiczne czy z zakresu filozofii umysłu. Filozofia dawała metodologiczne podstawy dla uprawiania nauk empirycznych.

### Metoda filozoficzna
Tak jak Francis Bacon, Kartezjusz za najważniejszy cel nauki uważał opanowanie sił przyrody oraz udoskonalenie samej natury ludzkiej. Zakładał, że możliwe jest oparcie całości wiedzy ludzkiej na pewnym niepowątpiewalnym fundamencie. Tylko w ten sposób możliwe było jego zdaniem odparcie argumentów sceptycyzmu co do możliwości uzyskania wiedzy pewnej. Stanowisko takie określane jest jako fundacjonalizm.
Poszukiwanie pewnych podstaw wiedzy rozpoczął Kartezjusz od opracowania nowej metody filozofowania. Arystotelizm opierał się na logicznych rozumowaniach, przede wszystkim sylogizmie. Rozumowanie to opierało się jednak na danych zmysłowych, które – zdaniem Kartezjusza – mogą być zawodne. Tym samym, skoro przesłanki są jedynie prawdopodobne, to również konkluzje nie są pewne. Arystotelizm został w średniowieczu pogodzony z chrześcijaństwem i przybrał postać filozofii scholastycznej, co sprawiało, że miał silne oparcie w Kościele katolickim. Kartezjusz został wyedukowany w tej tradycji, lecz dość szybko zauważył jej błędy i ograniczenia (przede wszystkim w zakresie metody i twierdzeń przyrodniczych).
Pierwszym krokiem w refleksji filozoficznej było dla Kartezjusza odrzucenie wszelkich niepewnych sądów. Wątpienie to („wątpienie kartezjańskie”) miało charakter metodologiczny, a jego celem miało być znalezienie niepodważalnych podstaw, nie zaś podważenie istniejących sądów. „Kartezjański sceptycyzm” jest więc sceptycyzmem metodologicznym.
Świadectwa zmysłów są zawodne, natomiast prawdy niepodważalne muszą mieć charakter rozumowy (racjonalizm filozoficzny). Mają one być jasne i wyraźne dla każdej rozumnej istoty. Z tych jasnych i wyraźnych prawd wyprowadza się kolejne prawdy, metodami podobnymi do geometrii. Rozumowanie more geometrico stało się wzorem dla wszystkich kartezjan, a przykładem jego zastosowania jest Etyka w porządku geometrycznym dowiedziona Barucha Spinozy.

### Cogito ergo sum
Swoje słynne rozumowanie przedstawił Kartezjusz (pierwotnie w języku francuskim) w Rozprawie o metodzie (1637). Wychodząc z zasadniczego zwątpienia o wszystkim, co nazywane bywa poznaniem, doszedł do stwierdzenia, iż jedynie uświadomienie sobie zwątpienia jest bezwzględnie pewne; wątpienie jest aktem myśli. Fakt myślenia jest zdaniem Kartezjusza oczywisty i dany w sposób prosty i bezpośredni. Jest ideą jasną i wyraźną, a tym samym nie wymaga dalszego uzasadniania.
Z faktu myślenia wynika równocześnie istnienie myślącego podmiotu. Tak Kartezjusz dochodzi do swego twierdzenia: „cogito ergo sum” („myślę, więc jestem”). Traktuje to twierdzenie jako prostą i podstawową ideę, która jest filarem wiedzy pewnej, z której wywodzą się kolejne sądy.

### Dualizm kartezjański

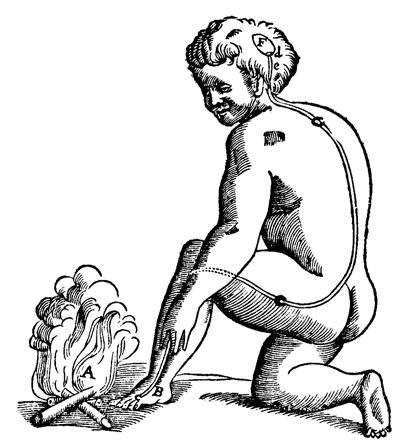
Schemat rozchodzenia się bólu (ilustracja z Traite de l’homme, 1664)

Zasadniczym rysem filozofii Kartezjusza jest dualizm duszy i ciała (dualizm psychofizyczny). Według Kartezjusza istnieją dwa niezależne od siebie prapierwiastki: niematerialna i materialna substancja. Podstawową cechą substancji niematerialnej jest myślenie, materialnej zaś – rozciągłość. Rzeczywistość fizyczna zbudowana jest z materii rozciągłej w trójwymiarowej przestrzeni, ma charakter mechanicystyczny i jest badana przez nauki przyrodnicze. Rzeczywistość umysłowa złożona jest z myśli i świadomości i jest obszarem wolności. W człowieku te dwa rodzaje rzeczy się łączą. Tym samym przynajmniej część ludzkich zachowań można wyjaśniać mechanicznie. Problem relacji rzeczywistości fizycznej (ciała) i umysłu (zwany problemem psychofizycznym) pozostaje do dzisiaj jednym z istotniejszych problemów filozofii i nauki.

### Etyka i polityka
Filozofia praktyczna nie była w centrum zainteresowań Kartezjusza. Fragmenty jej dotyczące są rozproszone i nie tworzą spójnej całości. Inne były poglądy samego Kartezjusza, a inne wnioski z jego systemu filozoficznego wyciągali jego zwolennicy i krytycy. Sam Kartezjusz skłaniał się ku posłuszeństwu wobec władzy publicznej, autorytetów religijnych oraz obyczajów społecznych. Jego metodyczne wątpienie nie podważało porządku społecznego czy poglądów religijnych, lecz było przygotowaniem do ich afirmacji. Jednostki nie powinny się sprzeciwiać istniejącemu systemowi społecznemu, ale pozostawać w posłuszeństwie. Inne wnioski z filozofii Kartezjusza wyciągali jego czytelnicy. Dostrzegano, że filozofia Kartezjusza ma tendencje rozsadzające porządek społeczny i religijny, a jego sceptycyzm może być zradykalizowany i nastawiony przeciwko religii i panującej władzy. Współczesny historyk, Jonathan Israel, określił Kartezjusza jako przedstawiciela umiarkowanego oświecenia, który nie odważył się w pełni przemyśleć społecznych i religijnych konsekwencji swojej filozofii. Otworzył on jednak drogę myślicielom radykalnego oświecenia (Baruch Spinoza i mechanicyzm), którzy uczynili ten krok, występując przeciwko ówczesnemu porządkowi władzy.

## Nauka

### Podstawy nowej nauki

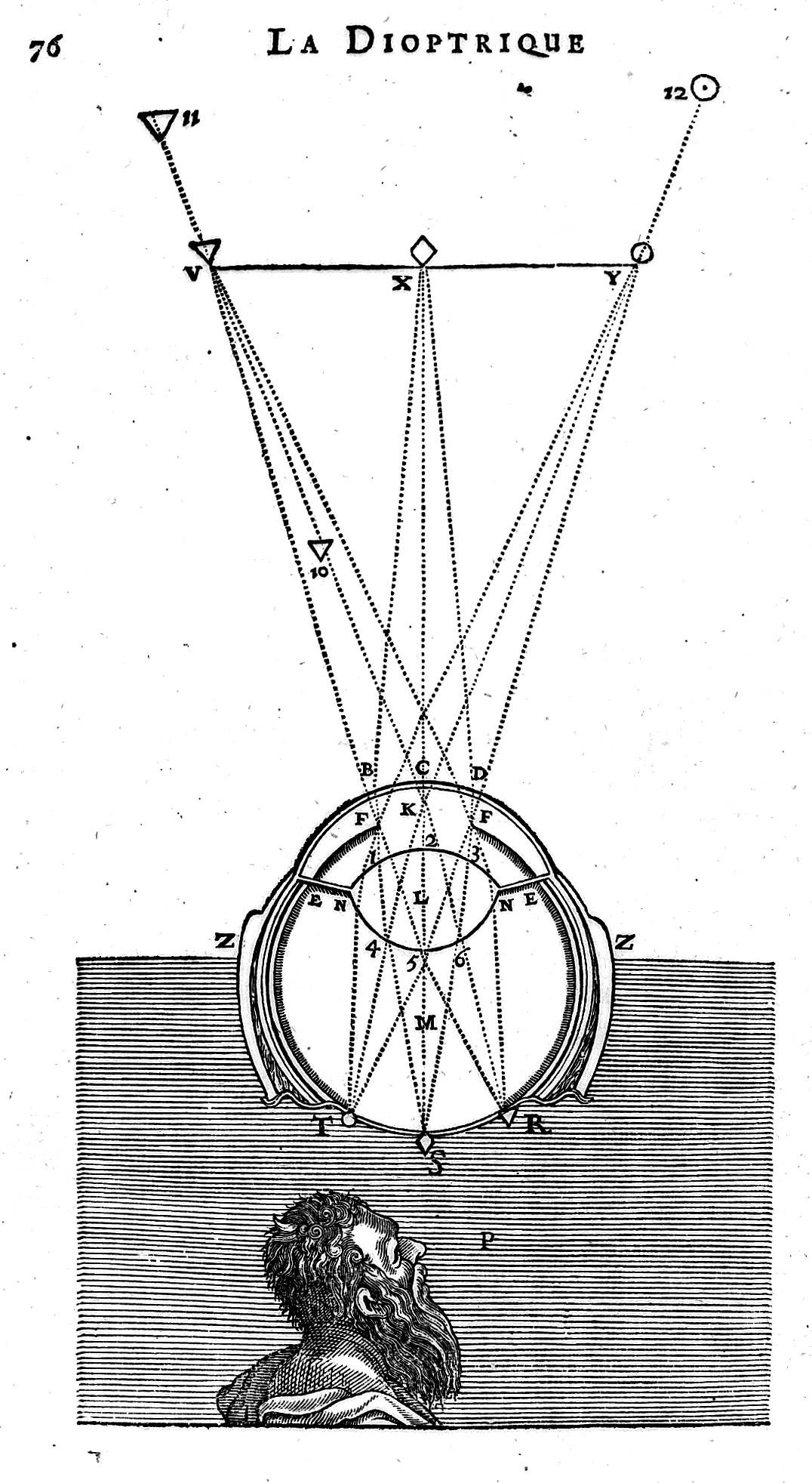
Refrakcja światła w oku (ilustracja z Dioptrique, 1637)

Obok dokonania szeregu odkryć empirycznych czy matematycznych, Kartezjusz stał się jedną z czołowych postaci, która obaliła arystotelesowskie przyrodoznawstwo i stworzyła podstawy pod nową naukę (chociaż wiele jego twierdzeń okazało się ostatecznie błędnych).
Już przed Kartezjuszem pojawili się wybitni badacze, którzy byli oznaką zmieniającego się obrazu świata i początków nauki nowożytnej. Odkrycia Kopernika, Galileusza, Keplera czy Williama Harveya były znane Kartezjuszowi i skłoniły go do własnych badań. Z zamiarem stworzenia nowej nauki, jawnie zrywającej z arystotelizmem, wystąpił wcześniej Francis Bacon. Bacon opierał nową naukę na eksperymencie jako podstawowej metodzie badawczej i indukcji jako sposobie wyprowadzania tez ogólnych. Dla Kartezjusza eksperyment miał znaczenie wtórne, ilustracyjne. Większe znaczenie przypisywał dedukcji tez z zasad ogólnych. Tę jednostronność systemów Bacona i Kartezjusza zauważył Christiaan Huygens, wskazując, że nowa metoda naukowa musi być syntezą podejścia matematycznego i eksperymentalnego.
Podstawą alternatywnej wobec arystotelizmu obrazu rzeczywistości był mechanicyzm, którego Kartezjusz (obok Pierre’a Gassendiego) był najbardziej wpływowym przedstawicielem. Tym, co różniło mechanicyzm Kartezjusza od wcześniejszych filozofów przyrody (np. epikurejczyków), było połączenie go z matematycznym opisem przyrody oraz szukanie potwierdzenia tez w badaniach empirycznych.

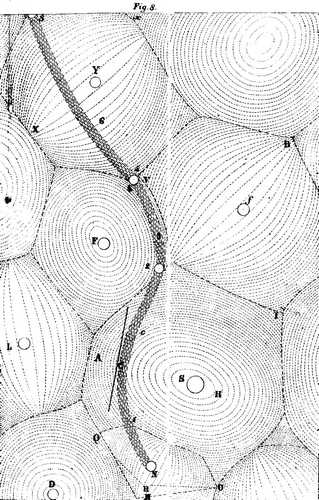
Wiry eteru wokół planet (ilustracja z Principia philosophiae, 1644)

Arystoteles dzielił rzeczywistość przyrodniczą na obszary istotowo różne. Rzeczywistość ziemska składała się z czterech żywiołów (ziemi, wody, ognia, powietrza), natomiast rzeczywistość nadziemska (gwiazdy) składała się z eteru. W ramach rzeczywistości ziemskiej Arystoteles rozróżniał również przyrodę nieożywioną i ożywioną. Przyroda ożywiona obdarzona była różnymi formami duszy, która była podstawowym elementem życia (witalizm). W mechanistycznym modelu rzeczywistości Kartezjusza te podziały zostały zniesione. Cała rzeczywistość składała się z jednolitej materii (pełnia, plenum). Próżnia jego zdaniem nie istniała, a poruszane cząstki zastępowane są od razu przez inne (w tym cząstki eteru). Oddziałują one na siebie w sposób mechaniczny w oparciu o prawa fizyczne (będące prekursorami Newtonowskiego prawa bezwładności i odbicia). Tym samym Kartezjusz odrzucał arystotelesowską koncepcję ruchu, opierającą się na takich pojęciach jak potencja, akt, przyczyna sprawcza czy miejsce naturalne. Ruch odbywał się jego zdaniem w trójwymiarowej przestrzeni, w której żaden punkt nie jest uprzywilejowany. Mechanicznymi ruchami tłumaczył Kartezjusz również działanie organizmów żywych (nie odwołując się do pojęcia duszy), ruchy planet, magnetyzm czy tworzenie się skomplikowanych form materii. Koncepcja materii jako pełni była charakterystyczną cechą mechanicyzmu w wydaniu Kartezjusza, a jej konsekwencją była tzw. teoria wirów. Materia zdaniem Kartezjusza znajdowała się w ciągłym ruchu kolistym, wywoływanym przez zawirowania eteru. Ideę stałej tendencji ciał do poruszania się (conatus), Kartezjusz przejął z wcześniejszej tradycji filozoficznej, przeformułowując ją jednak w sposób mechanicystyczny. Inny nurt mechanicyzmu, opierający się na atomizmie, stworzony został przez Pierre’a Gassendiego i to on w perspektywie czasu stał się bardziej popularny.
Przez długi czas kartezjańska wizja rzeczywistości konkurowała też z systemem Isaaca Newtona. Spór między kartezjanizmem a newtonizmem toczył się jeszcze w drugiej połowie XVIII w. Obok takich kwestii, jak rola Boga, kształt Ziemi czy funkcjonowanie istot żywych, nałożyły się na to również kwestie narodowej dumy Francuzów i Anglików. Newtonizm okazał się słuszny w wielu szczegółowych kwestiach, natomiast Kartezjusz w większym stopniu przyczynił się do ukształtowania ducha nowej nauki. Kartezjanizm oddzielił się od religijnych rozważań Kartezjusza, oferując czysto świecki obraz świata. Tym samym w większym stopniu odpowiadał materialistycznej, oświeceniowej nauce niż mocno zakorzeniony w teologii newtonizm.
W samych pismach Kartezjusza Bóg pełnił jednak nadal ważną rolę. To on ustalił prawa ruchu materii i utrzymywał je w działaniu. Dzięki Bogu umysł ludzki ma możliwość pewnego poznania rzeczywistości materialnej. Dusza (w znaczeniu chrześcijańskim) została przypisana wyłącznie ludziom. Kartezjusz oddzielił ją jednak od ludzkiego ciała, funkcjonującego w sposób mechaniczny. Twierdzenia te były dalekie od religijnej ortodoksji i stały się jedną z przyczyn potępienia pism Kartezjusza przez Kościół katolicki.

### Odkrycia naukowe

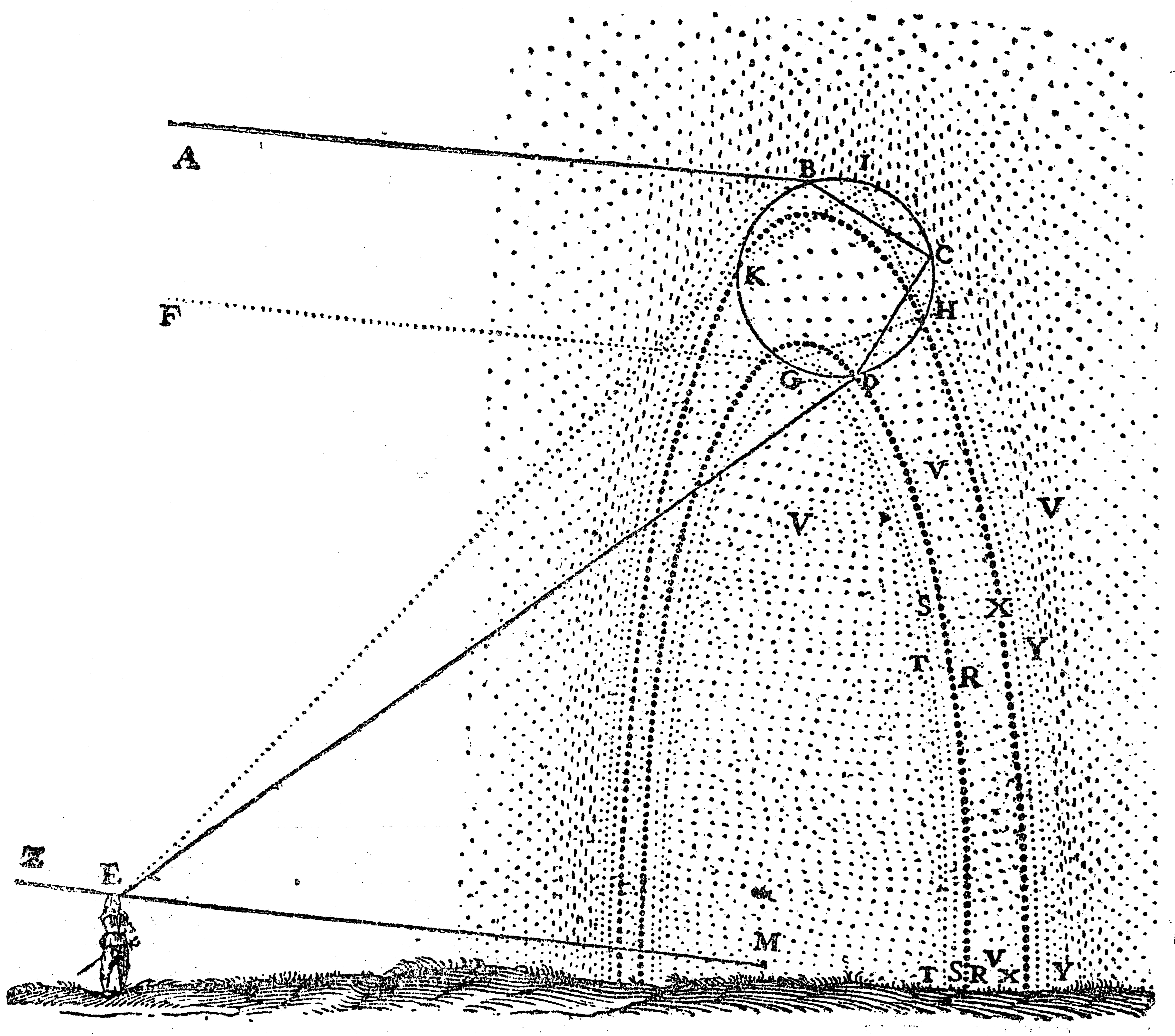
Powstawanie tęczy (ilustracja z Discours de la méthode, 1637)

Teza o mechanicznej i matematycznej naturze świata okazała się bardzo owocna badawczo. Mechanicyzm miał jednak swoje ograniczenia i konsekwencja w jego stosowaniu prowadziła czasem Kartezjusza do formułowania skomplikowanych wyjaśnień, które w końcu nie ostały się krytyce naukowej. Stało się tak w szczególności z Kartezjańską fizyką. Całkowicie błędna okazała się jego koncepcja materii – nieskończenie podzielnej i ciągłej (wykluczającej próżnię i atomizm). Podobnie było z jego teorią wirów, mającą wyjaśniać grawitację i magnetyzm.
Istotny pozostał natomiast jego wkład w optykę. W Dioptrique (1637) sformułował falową teorię światła i jako pierwszy opisał zjawisko refrakcji światła. Zjawisko to zostało odkryte już w 1621 przez Willebrorda Snella, który sformułował prawa załamania światła, ale jednak swojego odkrycia nie opublikował. Łącznie z geometrą Claude’em Mydorge zastosował następnie prawo załamania światła do sformułowania teorii soczewek (Dioptrique, 1637) oraz rozwiązania problemu powstawania tęczy (Les Meteores, 1637).

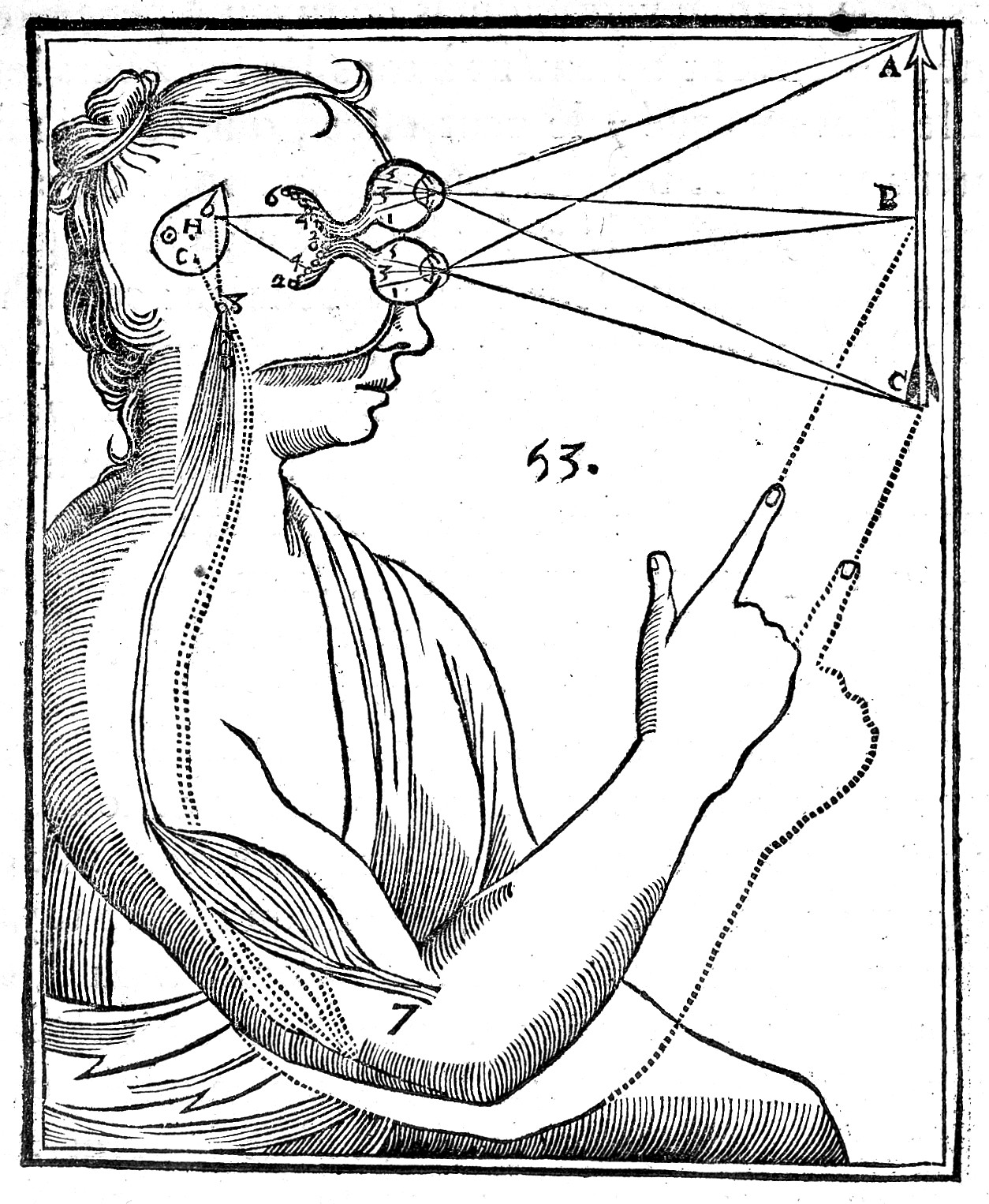
Wrażenia zmysłowe przenoszone są nerwami do szyszynki, gdzie powstaje reakcja, przekazywana nerwami do mięśni (ilustracja z L’homme, et un Traitté de la formation du foetus, 1664)

Traktując ciało jako materialną maszynę, Kartezjusz zainspirował całe pokolenie fizjologów i przyrodników. Sam wniósł duży wkład w rozumienie funkcjonowania układu nerwowego. Opisywał, w jaki sposób bodźce zmysłowe przenoszone są nerwami do szyszynki, którą uznawał za narząd, w którym umysł łączy się z ciałem. Zdaniem Kartezjusza bodźce przenoszone są przez nerwy drganiami. Kartezjusz jest niekiedy uznawany za twórcę teorii odruchów. Ciało bowiem reaguje na drgania nerwów półautomatycznie, a świadomość tylko częściowo może je kontrolować.
W matematyce Kartezjusz zastosował algebrę w geometrii, jako pierwszy łącząc obie dziedziny matematyki w swojej pracy Géométrie. Opracował algorytm, w jaki sposób radzić sobie z problemami geometrycznymi za pomocą algebry. Algorytmu użył pierwszy raz w swojej pracy Géométrie do rozwiązania problemu Papusa. Kartezjusz jest uznawany za jednego z ojców geometrii analitycznej. Zajmował się także wielomianami. Opracował nazwany później jego imieniem układ współrzędnych. Wniósł też istotny wkład w rozwój symboliki matematycznej, co znacznie przyczyniło się do rozwoju algebry. Wprowadził np. stosowaną do dziś konwencję, w której początkowe litery alfabetu łacińskiego oznaczają wielkości wiadome (a, b, c), natomiast litery końcowe (x, y, z) – wielkości niewiadome. Wielu odkryć matematycznych dokonał równolegle z Pierrem de Fermatem, co spowodowało spory o pierwszeństwo, zakończone ostatecznie ugodą i uznaniem wzajemnych zasług.
Prace Kartezjusza w dziedzinie matematyki zostały docenione dopiero dzięki pracy matematyka van Schootena oraz jego tłumaczeniu na łacinę dzieła Géométrie wraz z komentarzem.

## Cenzura
Kartezjusz był cenzurowany przez Kościół katolicki – część jego dzieł umieszczono w indeksie ksiąg zakazanych dekretami z 1663 roku  i dekretem z 1720 roku.

## Kartezjanizm
Kartezjusz był jednym z najbardziej wpływowych filozofów w historii. Jego system uznawało i rozwijało wielu filozofów, matematyków czy naukowców empirycznych. Kartezjanizm był szczególnie popularny w Holandii i Francji XVII i XVIII w. W szerszym znaczeniu kartezjanizmem nazywa się też poglądy, które noszą cechy filozofii Kartezjusza, w szczególności przyjmują dualizm psychofizyczny czy fundacjonalizm.

## Dzieła

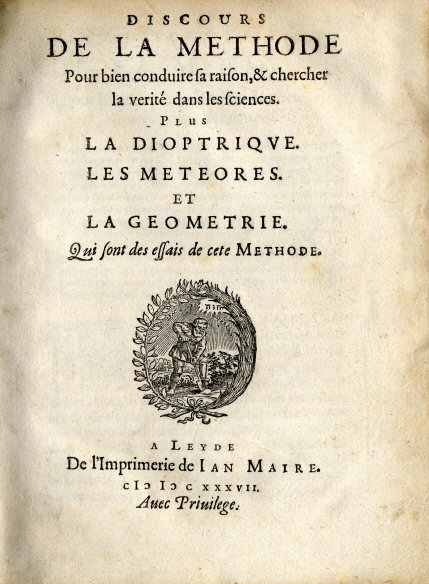
Karta tytułowa pierwszego (1637) wydania Discours de la methode

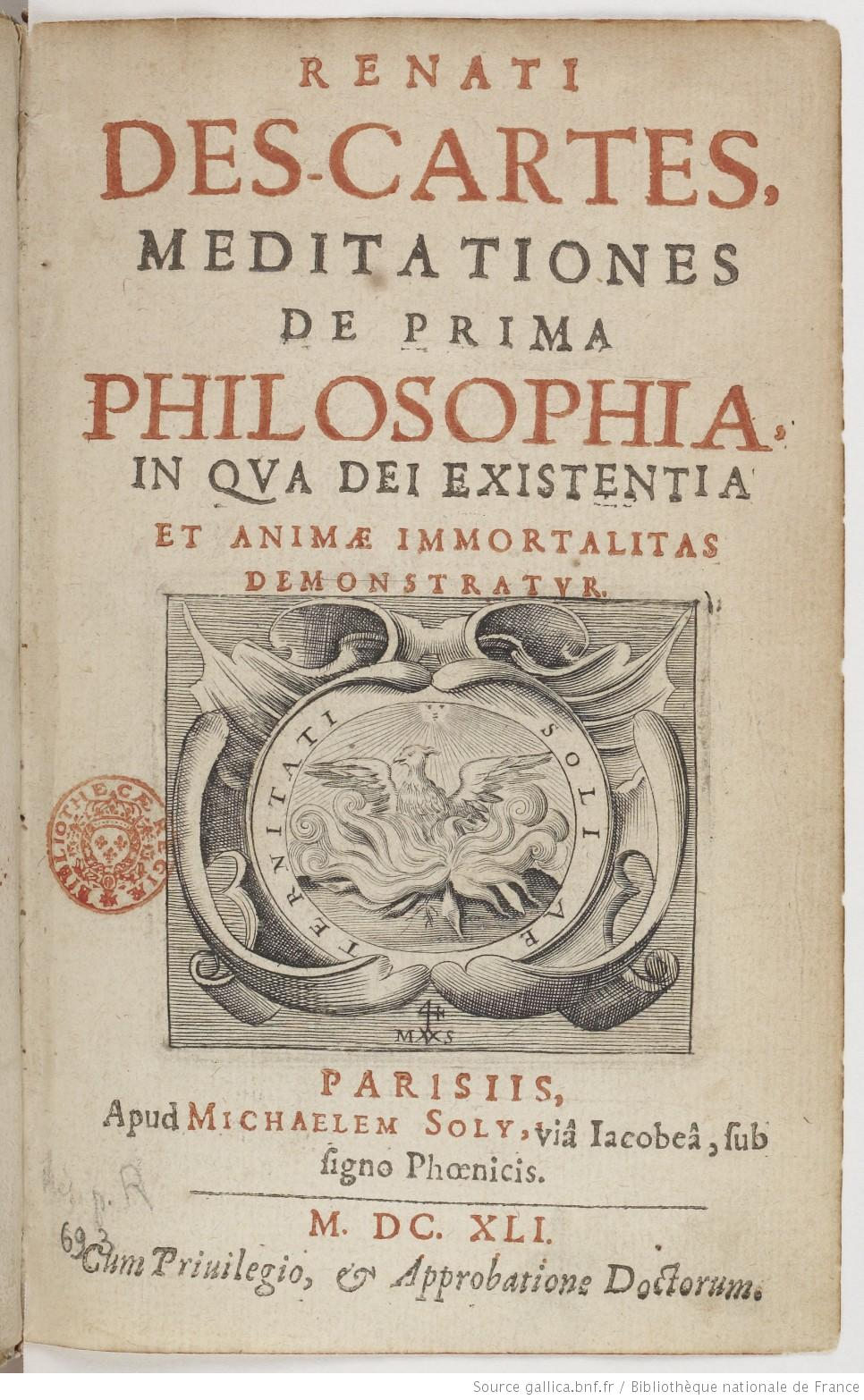
Karta tytułowa pierwszego (1641) wydania Meditationes de prima philosophia

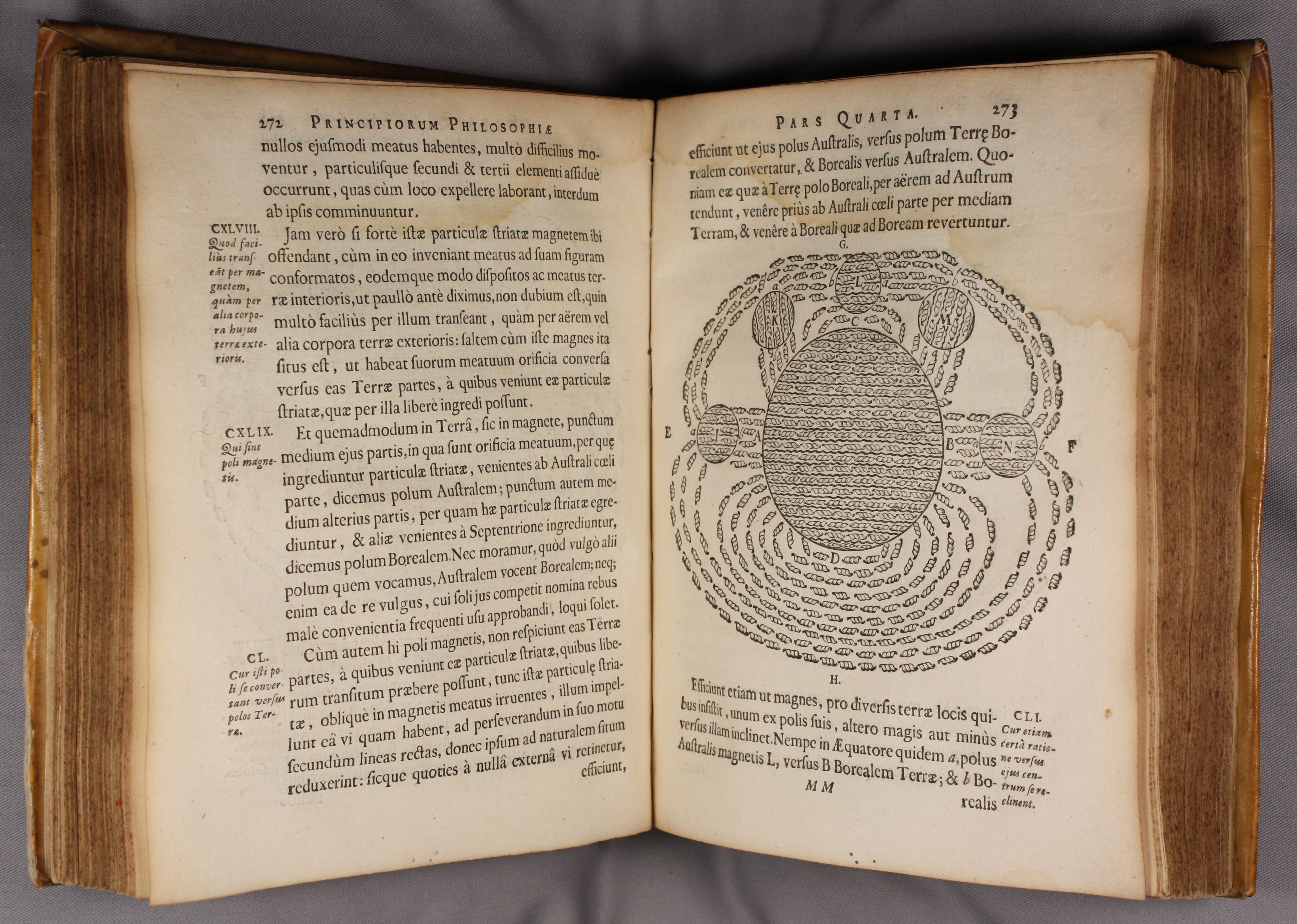
Pole magnetyczne ziemi w Specimina philosophiae (1644)

Lista zawiera pierwsze wydania dzieł oraz wczesne tłumaczenia.
- 1637 – Discours de la methode pour bien conduire sa raison, & chercher la verité dans les sciences: plus la dioptrique, les meteores, et la geometrie, qui sont des essais de cete methode. Lejda: Jan Maire, pdf,
(pl) 1878 – Rozprawa o metodzie jak dobrze kierować swym rozumem i szukać prawdy w naukach: przytem List do księdza Picot ; oraz Reguły do kierowania umysłem (tłum. Wojciech Dobrzycki), Lwów: Nakładem I Związkowej Drukarni,
(pl) 1918 – Rozprawa o metodzie dobrego powodowania swoim rozumem i szukania prawdy w naukach (tłum. Tadeusz Boy-Żeleński), Kraków: G. Gebethner, Warszawa: Gebethner i Wolff; Poznań: M. Niemierkiewic, Tekst na Wolnych Lekturach,
(pl) 1921 – Rozprawa o metodzie dobrego powodowania swoim rozumem i szukania prawdy w naukach (tłum. Feliks Kierski),
(pl) 1981 – Rozprawa o metodzie (tłum. Wanda Wojciechowska), Warszawa: PWN,
(pl) 2015 – Geometria (tłum. Piotr Błaszczyk, Kazimierz Mrówka), Kraków: Universitas,
- 1641 – Meditationes de prima philosophia, in qua Dei existentia et animae immortalitas demonstrantur. Paryż: Michel Soly, pdf,
(pl) 1885 – Rozmyślania nad zasadami filozofii (tłum. Karol Dworzaczek, red. Henryk Struve), Warszawa,
(pl) 1958 – Medytacje o pierwszej filozofii (tłum. Maria Ajdukiewicz), Kazimierz Ajdukiewicz, Stefan Swieżawski, Izydora Dąmbska) Kraków:Państwowe Wydawnictwo Naukowe,
(pl) 2002 – Medytacje o filozofii pierwszej. (tłum. Jan Hartman) Kraków: Zielona Sowa.
- 1642 – Meditationes de prima philosophia, in quibus Dei existentia & animae humanae à corpore distinctio demonstrantur: his adjunctae sunt variae objectiones doctorum virorum in istas de Deo & anima demonstrationes, cum responsionibus authoris (II wydanie, zmienione i rozszerzone). Amsterdam: Elzevir,
- 1644 – Principia philosophiae. Amsterdam: Elzevir, pdf,
(pl) 1960 – Zasady filozofii (tłum. Izydora Dąmbska), Warszawa:PWN,
- 1644 – Specimina philosophiae, seu Dissertatio de methodo recte regendae rationis & veritatis in scientiis investigandae: Dioptrice et Meteora (tłum. Etienne de Courcelles). Amsterdam: Elzevir, pdf,
- 1647 – Les meditations metaphysiques, touchant la premiere philosophie, dans lesquelles l’existence de Dieu, & la distinction réele entre l’ame & le corps de l’homme, sont demonstrées: et les Objections faites contre ces Meditations par diverses personnes tres-doctes, avec les réponses de l’Auteur, trans. Louis-Charles d’Albert, duc de Luynes (Meds.) and Claude Clerselier (Objections and Replies). Paryż: Jean Camusat and Pierre Le Petit, pdf,
1661 – II wydanie, rozszerzone,
- 1647 – Les principes de la philosophie (tłum. Claude Picot, wyd. rozszerzone). Paryż: Henry Le Gras, pdf,
- 1649 – A discourse of a method for the well guiding of reason, and the discovery of truth in the sciences. London: Thomas Newcombe,
- 1649 – Les passions de l’ame. Paryż: Henry Le Gras, pdf,
(pl) 1986 – Namiętności duszy (tłum. Ludwik Chmaj), Warszawa: PWN,
- 1650 – Passiones animae (tłum. Henry Desmarets). Amsterdam: Elzevir, pdf,
- 1650 – The passions of the soule. London: John Martin and John Ridley,
- 1657–67 – Lettres, où sont traittées les plus belles questions de la morale, physique, medecine, et des mathematiques (3 tomy), red. Claude Clerselier. Paryż: Charles Angot, t. 1, t. 2, t.3,
(pl) 1995 – Listy do księżniczki Elżbiety (tłum. Jerzy Kopania). Warszawa: PWN,
(pl) 1996 – Listy do Regiusa. Uwagi o pewnym pisemku (tłum. Jerzy Kopania). Warszawa: PWN,
(pl) 1998 – List do Voetiusa (tłum. Joanna Usakiewicz). Warszawa: PWN,
(pl) 2004 – Zarzuty i odpowiedzi późniejsze. Korespondencja z Hyperaspistesem, Arnauldem i More’em (tłum. Jerzy Kopania). Kęty: Antyk,
- 1662 – De homine (tłum. Florentius Schuyl). Lejda: Leffen and Moyardum, pdf,
(pl) 1989 – Człowiek. Opis ciała ludzkiego (tłum. Andrzej Bednarczyk), Warszawa: PWN,
- 1664 – Le monde, ou, Le traite de la lumiere, et des autres principaux objects des sens. Paryż: Girad pdf,
(pl) 2005 – Świat albo Traktat o świetle (tłum. Tomasz Śliwiński), Kraków: Aureus,
- 1664 – L’homme, et un Traitté de la formation du foetus, red. Claude Clerselier. Paryż: Charles Angot, pdf,
To pierwsze wydanie francuskiego oryginału. Dzieło wydano wcześniej (1662) w tłumaczeniu na łacinę,
- 1680 – Six metaphysical meditations wherein it is proved that there is a God and that mans mind is really distinct from his body: hereunto are added the objections made against these meditations by Thomas Hobbes, with the authors answers (tłum. William Molyneux). Londyn: Benjamin Tooke
- 1701 – Opuscula posthuma, physica et mathematica. Amsterdam: Blaeu, pdf,
  - Mundus, sive dissertatio de lumine. Ut et de aliis sensuum objectic primariis
  - De mechanica tractatus una cum elucidationibus N. Poissonii
  - Musicae compendium
  - N. Poisson elucidationes physicae in Cartesii musicam
  - Regulae ad Directionem Ingenii, ut et inquisitio veritatis per lumen naturale
(pl) 1937 – Prawidła do kierowania umysłem. Poszukiwanie prawdy przez światło naturalne. (tłum. Józef Chmaj), Warszawa, djvu (późniejsze wydania noszą tytuł Reguły kierowania umysłem. Poszukiwanie prawdy przez światło naturalne),
  - Primae cogitationes circa generationem animalium. Et nonnulla de saporibus
  -  Excerpta ex mss. R. Des-Cartes
- 1897–1913 – Oeuvres de Descartes (11 tomów), red. Charles Adam, Paul Tannery, Paryż: Vrin/CNRS,
Dzieła zebrane Kartezjusza, pdf.

## Upamiętnienie
Od 24 listopada 1961 jedna z warszawskich ulic, na terenie obecnej dzielnicy Bemowo, nosi nazwę ulicy Kartezjusza.